# رود کاظم‌آباد
رودخانه کاظم‌آباد از رودهای استان مازندران ایران است.
این رودخانه دارای سرچشمه غنی نیست از آبریزهای مختلف نشکیل شده‌است. شعبه اصلی آن در شرق. خلاربن از مازوگاسرا از چشمه کوچکی به نام کرشه و مرتع خشدس با شعبه دیگری به نام ولدره تلاقی می‌کند و شعبه بزرگ کاظم‌رود را تشکیل می‌دهد و آن را در بعضی کتب پلنگ رود هم نامیده‌اند و با شعبه دیگری به نام حجت خانی در خرماچال متصل می‌شود و از آن پس کاظم رود نام دارد. پس از عبور از هر دو آبرود – لات لنگا – غرب توسکا – بسنده علیا در قسمت غربی شهرک عباس‌آباد به دریا می‌ریزد. پل بزرگ فلزی در ۴۰۰ متری غرب جاده ماشین رو عباس‌آباد و نشتارود است که در زمان پهلوی اول ساخته شده‌است.